# اتحاد الوطنيين للتجديد
اتحاد الوطنيين للتجديد (بالفرنسية: Union des Patriotes Pour le Renouveau)‏ هو حزب سياسي في مالي بقيادة موسى باماديو.

## التاريخ
تم تسجيل الحزب رسميًا في 6 يونيو 2013. في الانتخابات البرلمانية 2013 فاز بمقعد واحد في الجمعية الوطنية